# Richard Mason Rocca
Richard Mason Rocca (Highland Park, 6 novembre 1977) è un ex cestista statunitense naturalizzato italiano.

## Carriera

### Club
Dopo aver completato il liceo presso la Evanston Township High School, Rocca ha frequentato la Princeton University dal 1996 al 2000 dove ha anche ottenuto una laurea in ingegneria elettronica.
Ancora indeciso se intraprendere la carriera di cestista professionista o se dedicarsi ad altre opportunità lavorative, ha trascorso il primo anno post-universitario giocando con i Trenton Shooting Stars nella lega americana IBL.

Rocca, Singleton e Rossini nel 2004 dopo la promozione in A

Prima dell'inizio della stagione 2001-2002 è stato contattato da Andrea Mazzon e Luigi Gresta, rispettivamente capo e vice allenatore dell'Aurora Basket Jesi, formazione che all'epoca era impegnata nel campionato di Legadue. Il tecnico veneziano aveva notato il giocatore italo-americano, oltre che alla Summer League di Treviso dell'anno precedente, anche in occasione di un'amichevole tra Verona e Princeton del 1998. Nella sua prima stagione in Italia, che ha visto Mazzon esonerato a dicembre, Rocca ha contribuito al raggiungimento dei play-off della Legadue 2001-2002, chiudendo la regular season con una media di 14,5 punti e 8,6 rimbalzi a partita. Tuttavia, i gialloverdi si sono fermati ai quarti di finale contro Messina. L'anno successivo, nella regular season della Legadue 2002-2003, ha avuto medie pari a 13,6 punti e 10,6 rimbalzi, numeri che nei play-off sono diventati 12,7 punti e 8,7 rimbalzi nelle dieci gare che hanno visto Jesi uscire nelle semifinali contro Teramo. La stagione 2003-2004 per il club marchigiano è stata storica poiché è coincisa con il raggiungimento della prima promozione in Serie A nella storia della società, traguardo raggiunto anche grazie al fondamentale contributo di Rocca che ha viaggiato a 16,1 punti e 11,2 rimbalzi di media in regular season e 13,7 punti e 9,9 rimbalzi nella cavalcata delle undici gare dei play-off. La stagione 2003-2004 per il club marchigiano è stata storica, poiché ha segnato il raggiungimento della prima promozione in Serie A nella storia della società. Questo traguardo è stato reso possibile anche grazie al fondamentale contributo di Rocca, che ha registrato una media di 16,1 punti e 11,2 rimbalzi durante la stagione regolare, mentre nei play-off ha messo a referto 13,7 punti e 9,9 rimbalzi nelle undici gare disputate.
Nell'estate 2004 si è trasferito in Serie A al Basket Napoli inizialmente allenato da Andrea Mazzon, il suo primo allenatore in Italia, che però già a fine ottobre è stato esonerato. Al suo primo anno nella massima serie italiana, Rocca ha fatto segnare 10,1 punti e 7,4 rimbalzi di media. Nella stagione seguente, sotto la guida del nuovo tecnico Piero Bucchi, Rocca ha rivestito un ruolo chiave nei successi che hanno caratterizzato quell'annata dei partenopei, con la conquista della Coppa Italia e il raggiungimento delle semifinali play-off che hanno garantito la qualificazione all'Eurolega dell'anno seguente. La sua parentesi a Napoli è durata quattro anni, durante i quali ha sempre mantenuto una media superiore ai 10 punti e ai 7 rimbalzi a partita in campionato. Nel 2007-2008, suo ultimo anno in Campania, ha ricoperto anche il ruolo di capitano, ereditato a seguito della partenza di Domenico "Mimmo" Morena.
Dopo il quadriennio a Napoli, nel giugno 2008 ha deciso di seguire coach Piero Bucchi nell'ambizioso progetto dell'Olimpia Milano del nuovo patron Giorgio Armani. La società biancorossa, pur attraversando una iniziale fase di transizione, nei primi anni ha raggiunto le finali scudetto in tre occasioni su quattro stagioni, dovendo però cedere in tutti e tre i casi alla Montepaschi Siena, dominatrice del campionato italiano in quel periodo storico. Allo stesso tempo, Rocca e il club lombardo hanno raggiunto la Top 16 di Eurolega per due volte, rispettivamente nel 2008-2009 e nel 2011-2012. Dalla stagione 2010-2011, inoltre, è stato il capitano della squadra. A distanza di anni, il 5 aprile 2024 nell'intervallo della partita contro la Virtus Bologna di Eurolega, è stato celebrato dalla società in sua presenza ed inserito nella Hall of Fame del club.
Svincolato, nel luglio 2012 ha scelto di accettare l'offerta da parte della Virtus Bologna. In Emilia è rimasto per un anno, in cui a livello personale ha messo a referto 6,9 punti e 5,0 rimbalzi di media mentre la squadra ha concluso il campionato al quattordicesimo posto.
Le ultime due stagioni della sua carriera da giocatore le ha passate nella seconda serie nazionale facendo ritorno all'Aurora Basket Jesi, che in quel biennio ha centrato altrettante salvezze.
Dopo il ritiro, avvenuto nel 2015, ha preso un master ed ha iniziato ad insegnare matematica al liceo, diventando anche preside della scuola dei suoi figli.

### Nazionale
Grazie alle origini italiane del bisnonno Andrea, Rocca ha potuto vestire la canotta della nazionale azzurra. Il debutto è avvenuto il 4 giugno 2005 a Fabriano in un'amichevole contro la Grecia.
Ha partecipato ai mondiali nell'edizione di Giappone 2006 con la compagine azzurra che ha raggiunto il nono posto con quattro partite vinte e due perse.
La sua ultima presenza in azzurro è stata la gara amichevole del 23 dicembre 2006 tra Italia e All Stars del campionato di Serie A. Ha partecipato al raduno della nazionale anche nell'agosto 2007, ma lo ha lasciato per un'infiammazione al ginocchio sinistro.

## Caratteristiche tecniche
Nonostante un'altezza non elevatissima per il ruolo, il suo grande lavoro sotto i tabelloni gli ha portato ad avere medie a rimbalzo molto buone. Non eccelleva nei tiri liberi.

## Palmarès
- Coppa Italia: 1

Basket Napoli: 2006